# 1738 у науці
У 1738 році в науці й техніці відбулися такі важливі події.

## Астрономія
- П'єр Луї Мопертюї публікує Sur la figure de la terre, де підтверджує думку Ньютона про те, що Земля є сплюснутим сфероїдом, злегка сплющеним біля полюсів.

## Ботаніка
- Публікація Hortus Cliffortianus («Сад Кліффорда»), докладний опис Карлом Ліннейєм садів Джорджа Кліффорда в Гартекампі, Нідерланди, включно з вирощуванням екзотичних рослин, таких як банани, в оранжереї.
- В Амстердамі розпочинається публікація Rariorum Africanarum plantarum, флори Капської колонії Йоганнеса Бурмана.

## Математика
- Абрахам де Муавр публікує друге англійське видання своєї Доктрини випадковостей що містить дослідження коефіцієнтів у Біномі Ньютона (a + b)n.

## Медицина
- Лютий — Велика чума 1738 року. Спалах бубонної чуми, починає поширюватися з Банату по Центральній Європі.[1]
- Заснування лікарні мінеральних вод в Баті, Англія.

## Металургія
- 1 липня — Вільям Чемпіон з Бристоля патентує процес дистиляції цинку з каламіну за допомогою деревного вугілля при плавці.[2]

## Технології
- 24 червня — Льюїс Пол і Джон Вятт отримують англійський патент на роликові бавовнопрядильні машини, що призвело до створення механізованих бавовняних фабрик Paul-Wyatt.[3]
- Жак де Вокансон представляє Французькій академії наук перший у світі автомат «Флейтист» (1737).
- Годинникар із Шварцвальду Франц Кеттерер виготовляє один із найдавніших годинників із зозулею.

## Нагороди
- Медаль Коплі: Джеймс Валуе.[4]

## Народились
- 28 травня — Жозеф Гійотен (помер 1814), французький лікар і політик.
- 24 червня — Йоганн Фрідріх Вільгельм Туссент фон Шарпантьє (помер 1805), німецький геолог і альпініст.
- 7 липня — Франц Йоакім фон Акен (помер 1798), шведський хімік.
- 1 серпня — Густав фон Енгестрем (помер 1813), шведський хімік і мінералог.
- 20 серпня
  - Шарль Франсуа де Біквій (помер 1814), французький військовий, філософ і математик.
  - Жан-Ніколя Сере (помер 1810), французький ботанік і агроном.
- 15 листопада — Вільям Гершель (помер 1822), німецько-британський астроном.
- 25 листопада — Томас Аббт (помер 1766), німецький математик, філософ і письменник.

Річард Чандлер (помер 1810), британський еллініст і археолог.

## Померли
- 6 січня — Жан-Батист Лаба (нар. 1663), французький домініканський місіонер, ботанік, етнограф, дослідник, військовий, інженер і письменник.
- 30 січня — Бенуа де Майле (народився в 1656 р.), французький консул в Єгипті та інспектор французьких установ у Леванті, автором теорії еволюції Землі.
- 8 березня — Йоганнес Гаспар Шойхцер, швейцарський лікар і ботанік.
- 21 червня — Чарльз Таунсенд, британський агроном, який популяризував впровадження сільськогосподарських культур замість перелогів і складних систем сівозміни.
- 23 вересня — Герман Бургаве (нар. 1668), нідерландський фізик.
- 24 жовтня — Йоганнес фон Бухвальд (нар. 1658), датський хірург.